# Revue internationale des études basques
La Revue internationale des études basques ou RIEV, a été fondée en 1907 par le bascologue Julio Urquijo avec pour but de « fournir, à tous ceux qui seraient intéressés par les études basques, les instruments de travail nécessaires pour réaliser toute sorte de recherches relatives à la linguistique, au folklore, à l'histoire, à l'anthropologie, la bibliographie, la littérature, la parémiologie, etc. des Basques. » 
La Revista Internacional de los Estudios Vascos est un organe de la Société d'études basques qui offre un espace pour la rencontre et la confrontation d'idées, de tendances et de théories au sein des sciences humaines, toujours avec le désir ardent d'inscrire la production scientifique basque dans les courants internationaux de pensée. Éditée tous les semestres, c'est un lieu de rencontre et de confrontation d'idées, de tendances et de théories scientifiques de différentes disciplines.
Elle a commencé à être éditée en 1921 à Saint-Sébastien mais la revue était imprimée à Paris. La Revue internationale des études basques demanda la collaboration des chercheurs et des éditeurs les plus prestigieux pour rétablir l'ordre et la méthodologie dans les études, qui jusqu'à ce jour étaient empreints de beaucoup d'amateurisme et d'insolvabilité.
Julio Urquijo est le directeur jusqu'à la guerre civile espagnole de 1936. En 1983, la RIEV réapparaît et est dirigée par Julio Caro Baroja jusqu'au décès de ce dernier en 1995. En 2012, le directeur de la revue est Aingeru Zabala Uriarte, de l'université de Deusto.